# Adam Eckersley
Adam James Eckersley, né le 7 septembre 1985, est un ancien joueur de football anglais. Il est le frère de Richard Eckersley.

## Biographie
Il est formé à Manchester United, mais il ne s'impose pas dans l'équipe. Il est alors prêté en Belgique, au Danemark et dans divers clubs anglais de divisions inférieures.
Le 1er janvier 2008, il rejoint Port Vale. 
Il passe deux saisons avec le club danois d'Horsens, avec lequel il remporte la deuxième division, avant de rejoindre, en 2010, un autre club danois, l'AGF Århus. Il passe quatre saisons avec ce club, remportant de nouveau la deuxième division lors de sa première saison. 
A l'issue de la saison 2013-2014, il effectue son retour au Royaume-Uni, signant un contrat avec le club écossais des Hearts. Il remporte le Scottish Championship (D2) avec ce club. Le 11 septembre 2015, il rejoint les rivaux des Hearts, Hibernians, mais ne joue aucun match à cause de blessures. 
Le 28 janvier 2016, il rejoint le club canadien du FC Edmonton, évoluant en North American Soccer League.
Le 31 janvier 2017, il quitte le Canada et signe à Saint Mirren. Avec ce club, il remporte autre fois le Scottish Championship (D2) en 2018.

## Palmarès
- Saint Mirren
  - Champion de Scottish Championship en 2018
  - Finaliste de la Scottish Challenge Cup en 2017

- Hearts
  - Champion de Scottish Championship en 2015

- Horsens
  - Champion de deuxième division en 2010

- AGF Århus
  - Champion de deuxième division en 2011